# Carancho
Pour plus de détails, voir Fiche technique et Distribution.
Carancho est un film noir argentin réalisé par Pablo Trapero, sorti en 2010. Interprété par Ricardo Darín et Martina Gusmán, il relate la rencontre amoureuse d'un avocat marron et d'une urgentiste sur fond d'escroquerie à l'assurance.
Carancho est sélectionné au Festival de Cannes 2010 dans la section Un certain regard.

## Synopsis
Le carancho (caracara huppé), rapace d'Amérique du Sud qui se nourrit de carcasses d'animaux, est un charognard ayant belle allure. C'est aussi le nom que les Argentins donnent à ceux qui profitent des accidents de la circulation, première cause de mortalité du pays.
Sosa est l'un d'eux. Avocat fatigué par la vie et radié du barreau pour indélicatesse, il est contraint de travailler pour La Fondation. Cette officine peu soucieuse de légalité, prend en charge le recouvrement des indemnités pour le compte des accidentés ou de leur famille et se sert largement au passage. Cherchant des clients à qui proposer un contrat, Sosa écume les couloirs d’hôpitaux et les lieux d'accidents. C'est sur l'un d'eux qu'une nuit, il fait la connaissance de Lujan, jeune médecin urgentiste fraîchement arrivée à Buenos Aires. Cumulant les gardes, elle est exténuée et se shoote pour tenir le coup. Ils entament rapidement une liaison à peine remise en cause quand Lujan découvre que, non seulement Sosa profite des accidents, mais qu'il en monte de toutes pièces. Le couple vit des moments de tendresse et de sensualité qui lui font reprendre goût à la vie. Sosa essaie de s'échapper de cet environnement sordide en organisant un « dernier coup », mais les avocats marrons, les policiers corrompus et les médecins indélicats n'entendent pas se laisser dépouiller aussi facilement.

## Fiche technique
- Titre : Carancho
- Titre original : Carancho
- Réalisation : Pablo Trapero
- Scénario : Santiago Mitre, Pablo Trapero, Martin Mauregui et Alejandro Fadel
- Musique : Federico Esquerro et Lim Giong
- Costumes : Marisa Urruti
- Photographie : Julián Apezteguia
- Montage : Pablo Trapero et Ezequiel Borovinsky
- Son : Federico Esquerro
- Production : Matanza Cine, Patagonik Film Group ( Argentine), Fine Cut ( Corée du Sud), L90 Producciones ( Chili)
- Distribution : Ad Vitam.
- Genre : Drame, romance, thriller et néo-noir[1]
- Durée : 107 minutes
- Format : couleur • 35 mm • 2,35:1 • Dolby Digital
- Dates de sortie : 
  - Argentine : 6 mai 2010
  - France : 17 mai 2010 (Cannes)
  - France : 2 février 2011 (sortie nationale)

## Distribution
- Ricardo Darín : Hector Sosa
- Martina Gusmán : Lujan Oliveira
- Carlos Weber : El Perro
- Jose Luis Arias : Casal, le directeur de la Fondation
- Fabio Ronzano : Pico, le chauffeur de l'ambulance

## Distinctions

### Récompense
- 2010 : Lion noir du meilleur film au Courmayeur Noir in Festival[2]
- 2011 : Meilleure actrice pour Martina Gusman  au Festival international du film de Dublin

### Sélection
- Sélection officielle Un certain regard au Festival de Cannes 2010[3]
- Sélection officielle Festival international du film de Toronto 2010, section Contemporary World Cinema
- Sélection officielle Festival international du film de Saint-Sébastien 2010, sections Zabaltegi et Perlas    [4]
- Sélection officielle Festival international du film de Los Angeles 2010